# Farní sbor Českobratrské církve evangelické v Praze 3 – Žižkov I
Farní sbor Českobratrské církve evangelické v Praze 3 – Žižkov I je jedním ze tří sborů Českobratrské církve evangelické na pražském Žižkově. Sbor spadá pod Pražský seniorát.
Bohoslužby se konají v Betlémské kapli v Prokopově ulici. Tato kubistická stavba byla postavena na dvoře typického žižkovského vnitrobloku. V 70. letech unikl objekt i s domem demolici, když se těsně před plánovanou akcí podařilo zapsat kubistickou kapli na seznam kulturních památek.
Při sboru působí středisko Diakonie Broumov, charitativního to zařízení Církve československé husitské.

## Vznik farního sboru

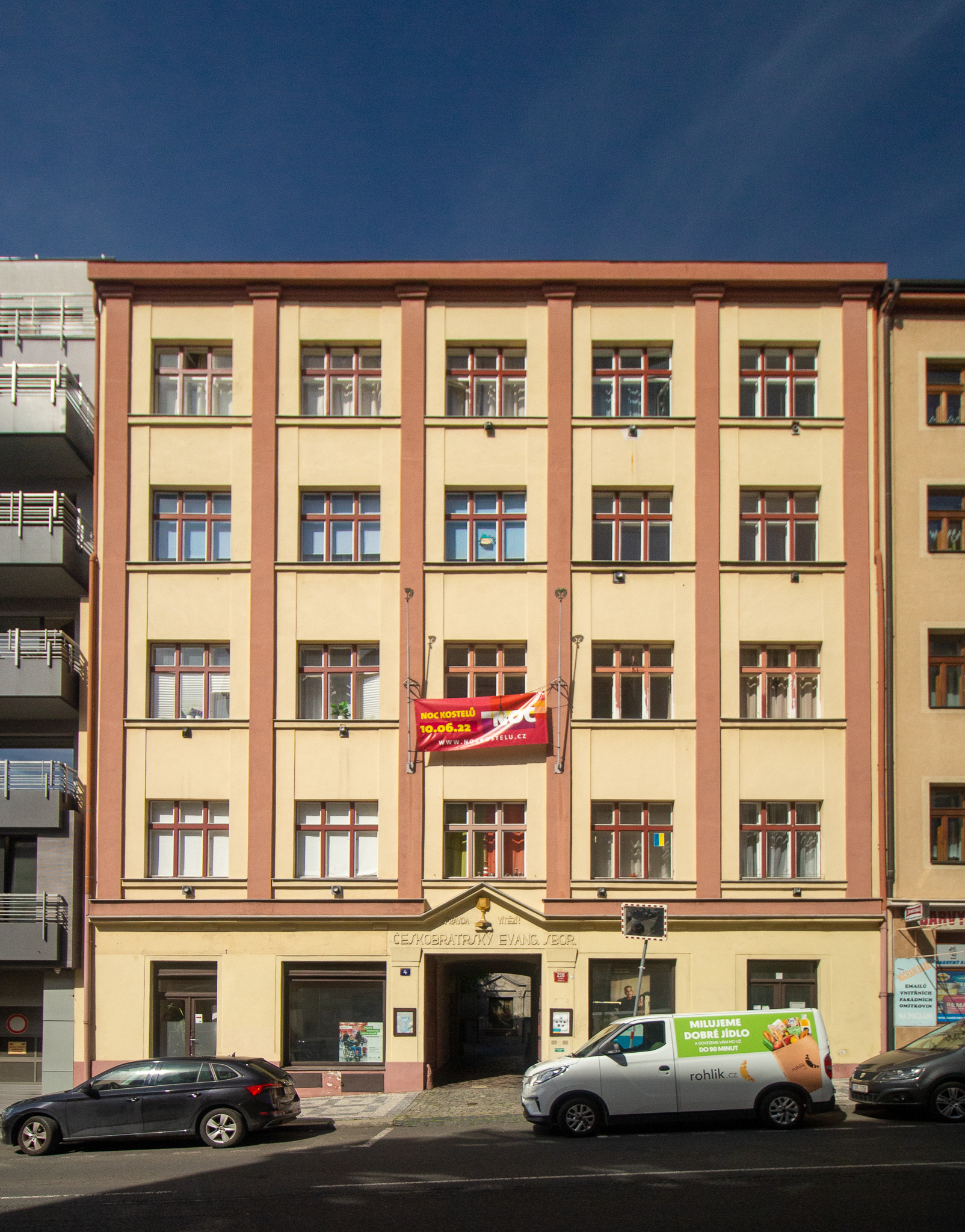
Budova žižkovské fary

Od roku 1920 byla započata misijní evangelizační činnost žižkovského sborečku, stalo se tak k 500. výročí vítězství Jana Žižky na vrchu Vítkově. Téhož roku uspořádal vikář K. P. Lanštják (vikářem v letech 1919–1921, od. roku 1921 farář), dvě veřejná setkání lidu v Malešicích a ve Strašnicích. Živý zájem veřejnosti a nárůst nových členů do církve vedl žižkovské staršovstvo k vypracování evangelizačního plánu. Od ledna roku 1921 byl bratr Lanštják instalován jako první farář žižkovského sboru a zahájil v žižkovské Betlémské kapli sérii každodenních přednášek. O ně byl takový zájem, že místo 14 dnů, jak bylo ohlášeno se konaly do jara, kdy počasí dovolilo a nahradili je setkání na veřejných místech.
Roku 1921 vykázal žižkovský sbor již 6 154 duší, roku 1931 to bylo již 9 425, což znamenalo 8 % na počet obyvatel, zatímco v ostatní Praze získala církev ČCE jen 3 %. A tak z malých začátků roku 1903 vyrostly na Žižkově dva sbory a další na Jarově a ve Strašnicích.

### Pěvecký sbor Jeronym

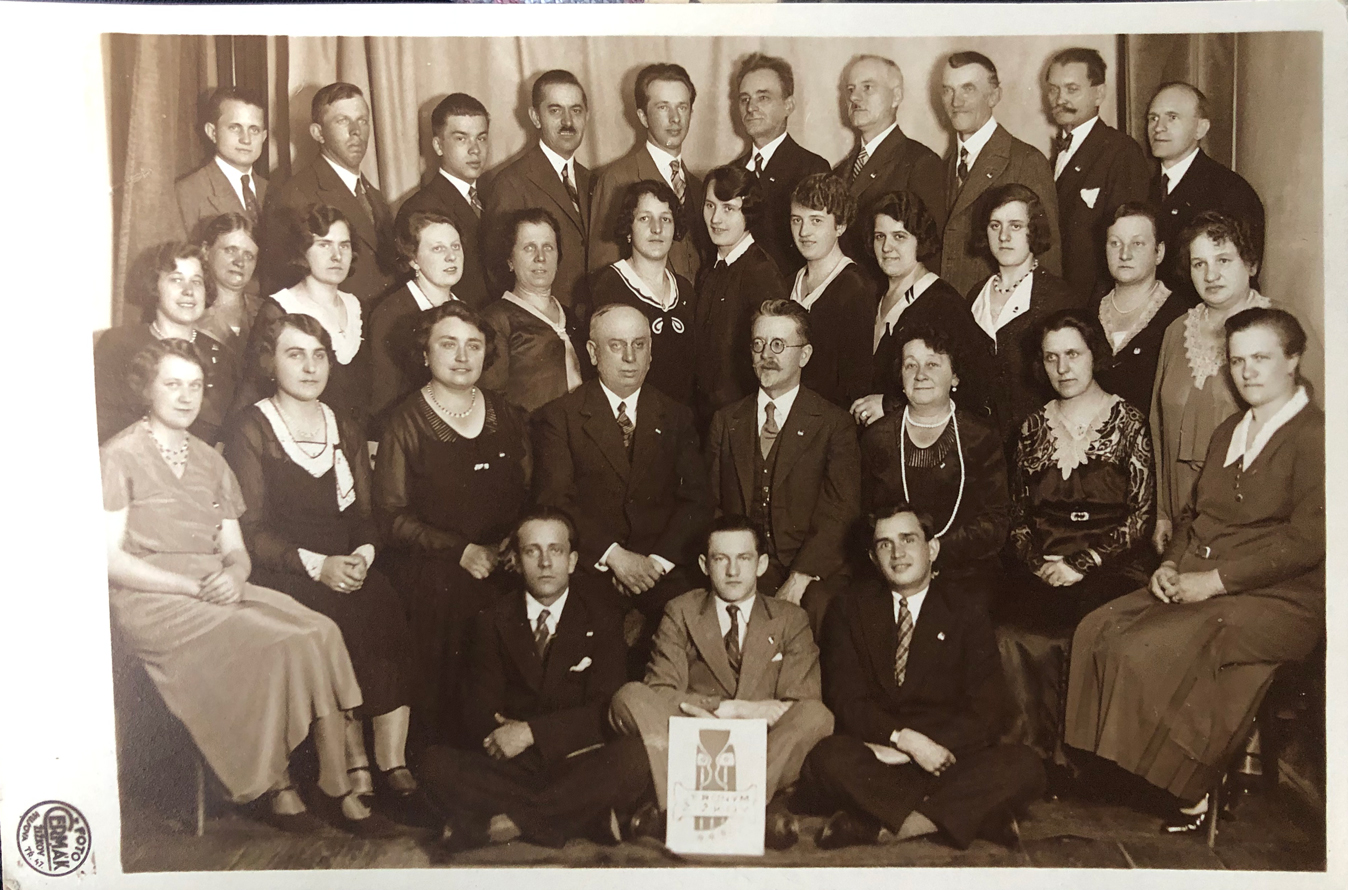
Pěvecký sbor Jeroným, rok 1932

Neodmyslitelnou součástí sboru je od roku 1921 pěvecký sbor Jeronym. Nejprve vznikl pouze jako českobratrský pěvecký kroužek Jeronym v Žižkově. Od roku 1955–2001 jej vedl prof. Jiří Kolafa, v letech 2003–2008 Jonáš Hájek, 2008–2009 Jan Bubák a od října 2009 řídí Jeronym nyní Viktorie Dugranpere.

### Seznam farářů
- 1921–1952 Kristian Pavel Lanštják
- 1952–1959 ThDr. Jaroslav Stolař
- 1959–1985 František Potměšil
- 1988–1997 Eva Potměšilová
- 1999–2009 Christof Lange
- 2011–2023 Pavel Kalus

Farářkou sboru je Debora Hurtová, kurátorem sboru Petr Bubák.